# Formiga-de-ferrão
Nota: Se procura pela planta Maria-Pretinha, consulte o artigo Solanum americanum.
A formiga-de-ferrão (Pachycondyla striata) popularmente conhecida como Maria-Pretinha é um inseto himenóptero da família dos formicídeos, encontrada no Brasil meridional. É capaz de se alimentar de outras formigas, como a Odontomachus chelifer. É uma espécie bastante agressiva, de corpo alongado e hábitos solitários e terrícolas. Possui um ferrão, cuja picada é altamente dolorosa. Essa formiga é negra e pode chegar até 3,0 cm. Também é conhecida pelos nomes de come-cobra, formiga-aguilhoada, mata-cobra, vagabunda, formigão e formiga pica e urina.
Esse inseto pode ser encontrado normalmente em terrenos arenosos úmidos, principalmente em locais onde concentra-se materiais orgânicos do qual se alimenta.